# 切卡 (西班牙内战)
切卡是指1936年西班牙社会革命期间被部署在共和派控制区的各支非正式以及秘密准军事警察组织，他们被指控拘禁、审讯、刑求、进行法外审判，残害、杀害被控或有同情任何國民軍嫌疑的人，不顾他们是否真的是反对派。 